# Bion z Abdery
Bion z Abdery, gr. Βίων ὁ Ἀβδηρίτης (IV p.n.e.) – filozof starożytny reprezentujący szkołę demokrytejską, prowadził badania z zakresu astronomii i geografii, jednym z jego istotnych wyników jest twierdzenie, że na Ziemi musi być miejsce, gdzie dzień i noc trwają po pół roku.